# Varennes-Changy
Varennes-Changy è un comune francese di 1 568 abitanti situato nel dipartimento del Loiret nella regione del Centro-Valle della Loira.

## Società

### Evoluzione demografica
Abitanti censiti